# 大愛電視

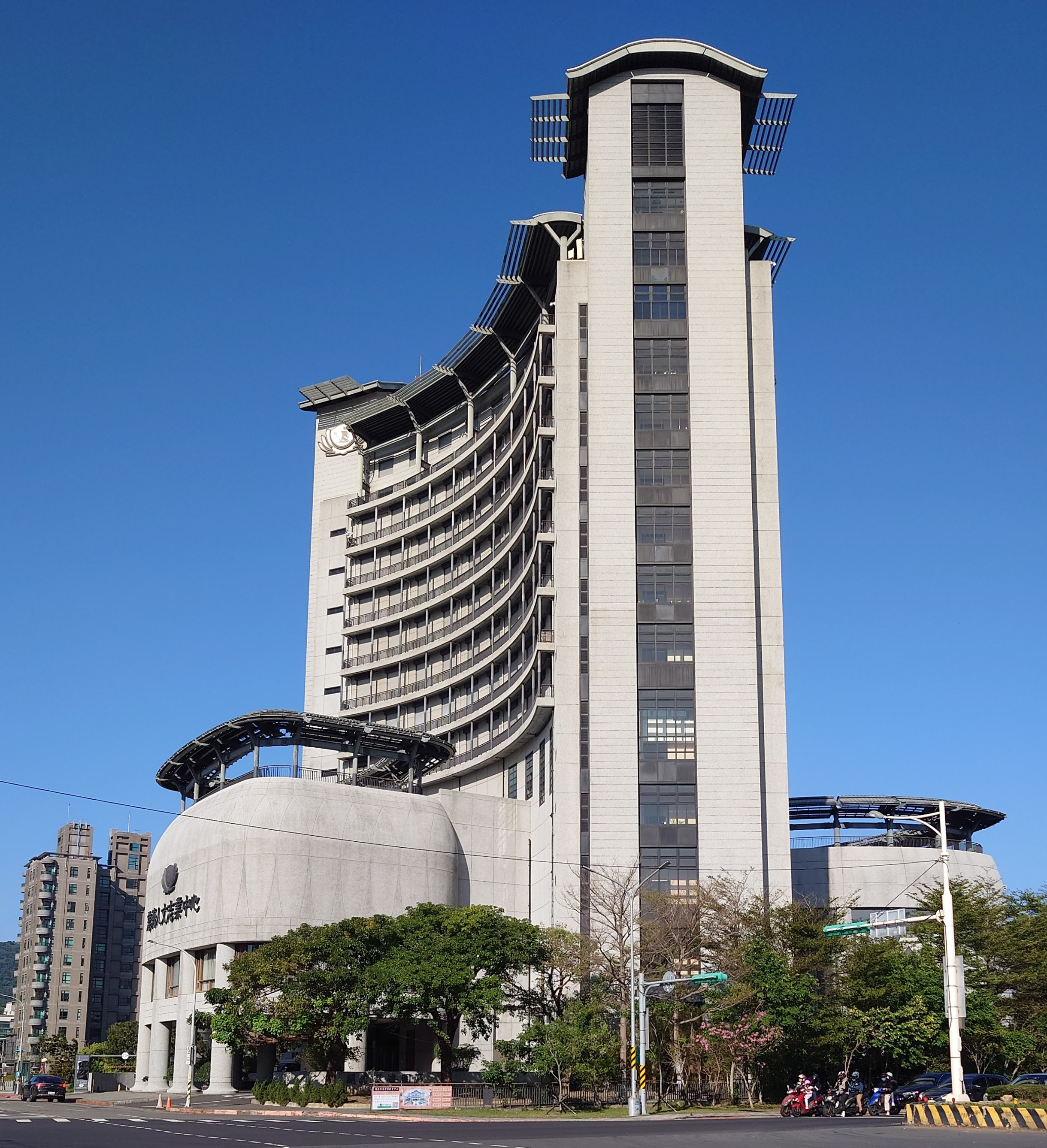
大愛電視總部位於慈濟人文志業中心（台北關渡慈濟園區）

大愛電視，原名慈濟大愛電視台，是一間總部位於臺灣臺北市北投區的電視台，由慈濟傳播人文志業基金會經營，為慈濟基金會所屬之非營利事業，於1998年1月1日開播。大愛電視不接受託播商業廣告，其資金三分之一來自慈濟基金會環保志工從事資源回收所得、其他財源來自捐款。大愛電視在成立之初，一度被定義為宗教電視台。

## 大事紀要
- 1998年1月1日，慈濟大愛電視台正式開播，由慈濟文化志業中心經營，租用公共電視文化事業基金會大樓作為總部。當日晚間，慈濟大愛電視台於中正紀念堂廣場舉行開播典禮，慈濟基金會創辦人釋證嚴、行政院院長蕭萬長出席觀禮，天主教耶穌會神父兼光啟文教視聽節目服務社社長丁松筠致詞：「今天是元月一號，是一個新年的開始；我也希望，不但是一個新年的開始，也是一個新的時代的開始、一個大愛時代的開始。」[1]
- 1999年3月20日，慈濟大愛電視台進駐其租用的中國電視公司第二大樓。[2]
- 2000年1月20日，慈濟大愛電視台改制為大愛衛星電視股份有限公司，簡稱大愛電視。
- 2005年1月1日，慈濟啟用位於慈濟關渡園區內的慈濟人文志業中心（臺北市北投區立德路2號），大愛電視一起遷入慈濟人文志業中心，同時大愛衛星電視股份有限公司改制名為慈濟傳播人文志業基金會，簡稱大愛電視。定頻於有線電視第9頻道或10頻道。
- 2012年1月1日，大愛電視開台14週年，正式宣布進入高畫質時代，節目全面改為高畫質製作，並開播高畫質電視頻道——DaAi2 HD（大爱二台HD）。[3]
- 2013年1月14日，中天電視董事長馬詠睿與大愛電視總監湯健明共同宣布，中天電視與大愛電視正式合作，第一部是1月18日起中天娛樂台每日21點整播出大愛劇場，《明天更美麗》為大愛劇場首部在中天娛樂台播出的連續劇。其後2月2日起中天娛樂台也會播出《大愛全紀錄》[4]。
- 2014年10月21日，大愛電視一臺高畫質版本已於YouTube開播。[5]
- 2014年11月25日，大愛電視與韓國教育放送公社（EBS）締結姊妹台，未來雙方在重大教育性活動上會互相協助報導並適當授權新聞，也會交換教育節目及紀錄片播出，也會合製紀錄片與兒童教育節目且共同擁有版權[6]。
- 2015年3月21日，大愛電視二臺高畫質版本已於YouTube開播。[7]
- 2017年10月1日，大愛電視將旗下所有頻道標準畫質版本畫面比例全面更改為16:9，同時將大愛二台和高畫質版本大愛一台的台標旁取消標註「HD」字樣。

## 争议事件

### 工會法事件
2016年6月1日，原大愛電視新聞編輯黃聖智控告大愛電視違反《工會法》，後法院裁決大愛電視處以新台幣3萬元罰鍰，並須令黃聖智復職，其後大愛電視與其達成和解。

### 《智子之心》停播事件
2018年，大愛電視台在台灣播出的《智子之心》連續劇在播出期間遭到中國大陸政府批評，稱有美化日軍之嫌，慈濟亦遭到國台辦關切。中國大陸國台辦發言人安峰山證實，「這齣電視劇美化侵略戰爭，理所應受到兩岸民眾共同反對」。中國大陸網民亦對該劇上映表達不滿，認為其跪舔殖民統治，美化戰爭。在《智子之心》播出兩集後，大愛電視便停播《智子之心》。台灣NCC發言人翁柏宗表示，無預警停播已經損及閱聽眾權益，NCC會了解停播原因。大愛強調，停播無關政治，而是因劇情涉及戰爭，與電視台宗旨不符。台灣導演李惠仁表示，大愛電視台的行為是自我審查。導演樓一安則說，中國大陸網友處於思想箝制，必然只能複製中共政權的官媒言論，他批評台灣電視台業者，自砍新戲，可恨又可悲，也心疼努力演員的處境。

### 《姊的魔法廚房》停拍事件
導演陳保中指控，在戲劇《姊的魔法廚房》已拍攝接近全劇一半時，大愛電視台突然單方面終止拍攝、解除合約並索討已支付款項；另外，簽約時還曾要求簽押兩張本票，不合常理。大愛電視台則反駁是對方不按規定拍攝且未見改善，所以追討違約金和相關損失。針對大愛電視台的發言，陳保中表示拍攝過程中的疑問都有及時與台內確認，有對話紀錄可以證明。

## 外部連結
- 大愛電視（页面存档备份，存于）（繁體中文）
- 009 大愛電視 - 中華電信 MOD 網站 （页面存档备份，存于）（繁體中文）
- 099 大愛二台 - 中華電信 MOD 網站 （页面存档备份，存于）（繁體中文）
- 大愛電視的Facebook專頁（繁體中文）
- YouTube上的大愛電視頻道（繁體中文）